# 陳澤 (明鄭)
陳澤（1618年—1674年），本名等，字濯源，福建漳州府海澄縣人，是鄭成功的部將。位在臺灣臺南市中西區的陳德聚堂為其故居，現為古蹟。又作家陳耀昌研究認為，臺南四草大眾廟供奉的鎮海大元帥的真實身分是陳澤。

## 生平
陳澤在明永曆二年（1648年）初任鄭軍右先鋒營副將，三年後轉任「信武營」，永曆十年（1656年）轉任「護衛中鎮」。多次跟隨鄭成功征戰，因戰功而擢升宣毅前鎮，並曾隨鄭軍大舉北伐。金陵之役戰敗後，清軍對思明虎視眈眈，陳澤奉命封鎖泉州港，並多次擊敗清軍。
明永曆十五年（1661年），陳澤隨鄭成功攻臺，其部隊在北線尾與荷蘭部隊發生戰鬥，結果荷軍受到重創。
明永曆廿八年（1674年），陳澤隨鄭經出兵響應三藩之亂，然而抵達廈門後不久就染病而卒。